# 泰什河畔瓦雷讷
泰什河畔瓦雷讷（法語：Varennes-sur-Tèche，法語發音：[vaʁɛn syʁ tɛʃ]）是法国阿列省的一个市镇，位于该省东部，属于维希区。

## 地理
泰什河畔瓦雷讷（46°19'33"N, 3°37'45"E）面积18.73 平方千米，位于法国奥弗涅-罗讷-阿尔卑斯大区阿列省，该省份为法国中部省份，北起涅夫勒省、西北接谢尔省，西南至克勒兹省，南至多姆山省，东南临卢瓦尔省，东临索恩-卢瓦尔省。
与泰什河畔瓦雷讷接壤的市镇（或旧市镇、城区）包括：巴赖-比索勒、贝尔、拉帕利斯、塞尔维利、索尔比耶、特雷泽勒。

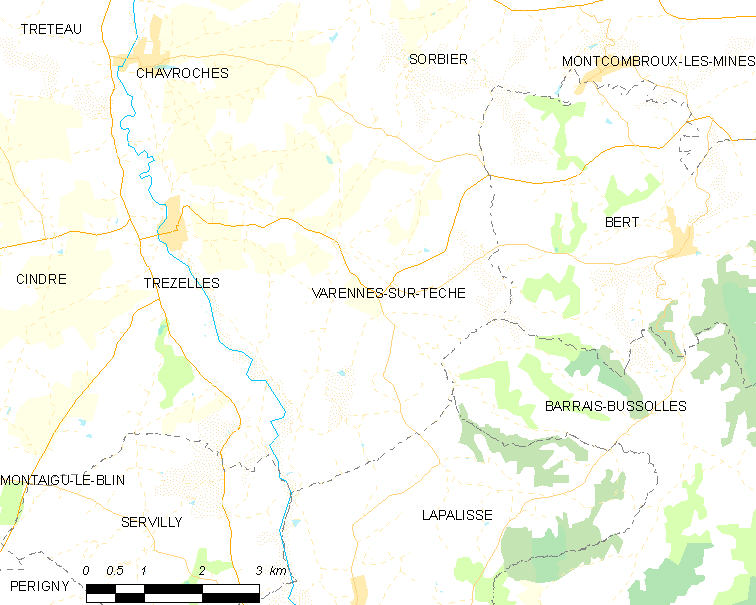
泰什河畔瓦雷讷的OSM定位图

泰什河畔瓦雷讷的时区为UTC+01:00、UTC+02:00（夏令时）。

## 行政
泰什河畔瓦雷讷的邮政编码为03220，INSEE市镇编码为03299。

## 政治
泰什河畔瓦雷讷所属的省级选区为穆兰第二县。

## 人口

1962-2008年间泰什河畔瓦雷讷人口变化图示

泰什河畔瓦雷讷于2022年1月1日时的人口数量为225人。